# Мігель Анхель Діас
Мігель Анхель Діас (ісп. Miguel Ángel Díaz, нар. 27 січня 1957, Чалатенанго) — сальвадорський футболіст, що грав на позиції захисника. По завершенні ігрової кар'єри — тренер.
Виступав, зокрема, за «Луїс Анхель Фірпо», а також національну збірну Сальвадору.

## Клубна кар'єра
У дорослому футболі дебютував 1977 року виступами за команду «Чалатенанго», в якій провів 13 сезонів, після чого 1990 року перейшов у «Луїс Анхель Фірпо». З цією командою Мігель Анхель тричі поспіль з 1991 по 1993 рік вигравав чемпіонат Сальвадору.
1994 року перейшов до клубу «Кохутепеке», же і завершив кар'єру футболіста у 1995 році.

## Виступи за збірну
1978 року дебютував в офіційних матчах у складі національної збірної Сальвадору.
У складі збірної був учасником чемпіонату світу 1982 року в Іспанії, на якому зіграв у двох іграх — проти Бельгії та Аргентини.

## Кар'єра тренера
З 2005 по 2010 рік очолював тренерський штаб клубу УЕС.

## Досягнення
- Чемпіон Сальвадору (3): 1990/91, 1991/92, 1992/93